# Dialetto sursilvano
Il dialetto sursilvano (in romancio sursilvan) è uno delle cinque varianti regionali della lingua romancia, la lingua neolatina parlata in Svizzera nel cantone dei Grigioni.
Le altre varianti regionali del romancio sono il sottosilvano, il surmirano, l'alto engadino e il basso engadino.
Il sursilvano viene parlato nella gran parte della regione geografica del Surselva (chiamato anche in tedesco Bündner Oberland), fanno eccezione i comuni di Safiental, Vals e Obersaxen che sono antichi insediamenti Walser. Il sursilvano è parlato anche a Flims/Flems.

## Esempio di testo
Un testo in sursilvano messo a confronto con lo stesso testo in romancio grigionese.

### Sursilvano
L'uolp era puspei inagada fomentada. Cheu ha ella viu sin in pégn in tgaper che teneva in toc caschiel en siu bec. Quei gustass a mi, ha ella tertgau, ed ha clamau al tgaper: «Tgei bi che ti eis! Sche tiu cant ei aschi bials sco tia cumparsa, lu eis ti il pli bi utschi da tuts.»

### Romancio grigionese
La vulp era puspè ina giada fomentada. Qua ha ella vis sin in pign in corv che tegneva in toc chaschiel en ses pichel. Quai ma gustass, ha ella pensà, ed ha clamà al corv: «Tge bel che ti es! Sche tes chant è uschè bel sco tia parita, lura es ti il pli bel utschè da tuts.»

### Italiano
La volpe era ancora una volta affamata. Vide su un pino un corvo che teneva nel becco un pezzo di formaggio. Questo mi piacerebbe, pensò, e gridò al corvo: «Come sei bello! Se il tuo canto è bello come il tuo aspetto, allora sei il più bell'uccello di tutti.»